# 井上心平
井上 心平（いのうえ しんぺい、1974年 - ）は、日本の美術監督。

## 来歴
兵庫県神戸市生まれ。父は、サタジット・レイ監督の取材等、多くの映像作家の取材をした、朝日新聞社大阪本社学芸部記者の井上平三。当時社会部所属であった父の転勤にあわせ、京都府亀岡市、奈良市等、転勤族の子として関西各地を転地の後、青山学院大学文学部にて日本文学を専攻。卒業後、映画美術の世界に入る。
種田陽平に師事し、美術監督として一本立ちする。美術としての主な作品にTVシリーズの『私立探偵 濱マイク』（2002年）がある。
また海外アーティストのPV、CMなども手がけ、2006年にはマドンナが日本で初めて撮影したPV「Jump」のアートディレクターを務める。

## 作品

### 映画
- 歌舞伎町案内人（2004年）
- 日野日出志のザ・ホラー怪奇劇場 爛れた家〜蔵六の奇病より〜（2004年）
- シムソンズ（2006年）
- 青春☆金属バット（2006年）[1]
- 棚の隅（2007年）
- GROW(愚郎）（2007年）
- たとえ世界が終わっても（2007年）[1]
- ぼくのおばあちゃん（2008年）[1]
- 不灯港（2009年）[1]
- 呪怨 白い老女（2009年）[1]
- 呪怨 黒い少女（2009年）[1]
- 誘拐ラプソディー（2010年）[1]
- 恐怖（2010年）[1]
- パラノーマル・アクティビティ 第2章 TOKYO NIGHT（2010年）
- 家族X(2011年）[1]
- 指輪をはめたい（2011年）[1]
- 海を感じる時（2014年）[1]
- 捨てがたき人々（2014年）[1]
- 5つ数えれば君の夢（2014年）[1]
- そこのみにて光輝く（2014年）[1]
- きみはいい子（2015年）[1]
- 無伴奏（2016年）[1]
- オーバー・フェンス（2016年）[1]
- 武曲 MUKOKU（2017年）[1]
- 幼な子われらに生まれ（2017年）[1]
- 生きてるだけで、愛。（2018年）[1]
- きみの鳥はうたえる（2018年）[1]
- 赤い雪（2018年）[1]
- ブルーアワーにぶっ飛ばす（2019年）[1]
- 町田くんの世界（2019年）[1]
- ロマンスドール（2020年）[1]
- 糸（2020年）[1]
- Pure Japanese（2022年）[1]

### PV
- Madonna「Jump」
- Killers「Read my mind」